# Lijst van Tweede Kamerleden 1981-1982

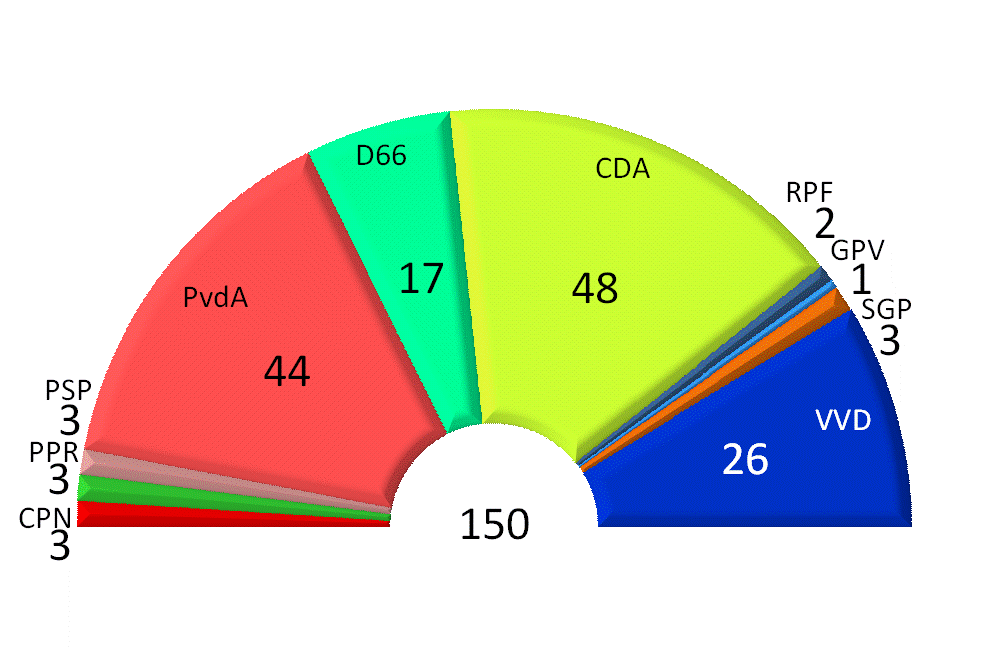
Samenstelling Tweede Kamer 1981-1982

De samenstelling Tweede Kamer 1981-1982 is een lijst van leden van de Tweede Kamer in de periode tussen de Tweede-Kamerverkiezingen van 26 mei 1981 en die van 8 september 1982. De zittingsperiode liep van 10 juni 1981 tot en met 15 september 1982, de regering werd gevormd door het kabinet-Van Agt II en korte tijd het rompkabinet kabinet-Van Agt III. Er waren 150 Tweede Kamerzetels.
De partijen staan in volgorde van grootte. De politici staan in alfabetische volgorde, uitgezonderd de fractievoorzitter, die telkens vetgedrukt als eerste van zijn of haar partij vermeld staat.

## Gekozen bij de verkiezingen van 26 mei 1981

### CDA(48 zetels)
- Dries van Agt, fractievoorzitter
- Harry Aarts
- Marius van Amelsvoort
- Pieter Beelaerts van Blokland
- Marten Beinema
- Hans de Boer
- Joep de Boer
- Gerrit Braks
- Hans van den Broek
- Gerrit Brokx
- Pam Cornelissen
- Dien Cornelissen
- Gerrit van Dam[1]
- Wim Deetman
- Kees van Dijk[1]
- Stef Dijkman

- Hanske Evenhuis-van Essen[1]
- Huib Eversdijk
- Sytze Faber
- Ton Frinking
- Til Gardeniers-Berendsen
- Gerrit Gerritse
- Louw de Graaf
- Hans Gualthérie van Weezel
- Ben Hennekam[1]
- Ad Hermes
- Ben Hermsen
- Jan van Houwelingen
- Minouche Janmaat-Abee
- Jan de Koning
- Jeltien Kraaijeveld-Wouters
- Jan Krajenbrink

- Willem de Kwaadsteniet
- Gerard van Leijenhorst
- René van der Linden
- Ruud Lubbers
- Wim Mateman
- Joep Mommersteeg
- Jan van Noord[1]
- Ria Oomen-Ruijten[1]
- Job de Ruiter
- Piet van der Sanden
- Rob van den Toorn
- Thijs van Vlijmen
- Bert de Vries
- Steef Weijers
- Frans Wolters
- Piet van Zeil

### PvdA(44 zetels)
- Joop den Uyl, fractievoorzitter
- Kees van den Anker
- Relus ter Beek
- Harry van den Bergh
- Rie de Boois
- Flip Buurmeijer
- Frits Castricum
- Marcel van Dam
- Jaap van der Doef
- Dick Dolman
- Dirk Duinker
- Meiny Epema-Brugman
- Ineke Haas-Berger
- Arie van der Hek
- Wijnie Jabaaij

- Jos van Kemenade
- Henk Knol
- Hans Kombrink
- Martin Konings
- Aad Kosto
- Wim Meijer
- Frans Moor
- Ina Müller-van Ast
- Frits Niessen
- David van Ooijen
- Schelto Patijn
- Stan Poppe
- Wilfried de Pree[1]
- Hessel Rienks
- Hein Roethof

- Nora Salomons
- Ge Schaapman
- Bram Stemerdink
- Max van der Stoel
- Piet Stoffelen
- Rob Tazelaar
- Ed van Thijn
- René Toussaint
- Klaas de Vries
- Jules de Waart
- Jacques Wallage
- Thijs Wöltgens
- Joop Worrell
- Kees Zijlstra

### VVD(26 zetels)
- Hans Wiegel[2], fractievoorzitter
- Gijs van Aardenne[3]
- Pol de Beer
- Jan Dirk Blaauw
- Piet Blauw
- Frits Bolkestein
- Reinier Braams
- Dick Dees
- Wim van Eekelen[2]

- Broos van Erp
- Albert-Jan Evenhuis
- Nel Ginjaar-Maas
- Loek Hermans
- Huub Jacobse
- Theo Joekes
- Wim Keja
- Henk Koning[2]
- Rudolf de Korte

- Neelie Kroes[3]
- Ed Nijpels
- Ad Ploeg
- Koos Rietkerk
- Jaap Scherpenhuizen
- Erica Terpstra
- Max Tripels
- Harry Waalkens

### D66(17 zetels)
- Jan Terlouw, fractievoorzitter
- Ernst Bakker
- Laurens-Jan Brinkhorst
- Grace Cotterell
- Suzanne Dekker
- Maarten Engwirda

- Louise Groenman
- Jacob Kohnstamm
- Ineke Lambers-Hacquebard
- Chel Mertens
- Gerrit Mik
- Aad Nuis

- Erwin Nypels
- Dick Tommel
- Pieter ter Veer
- Jan Veldhuizen
- Elida Wessel-Tuinstra

### PSP(3 zetels)
- Fred van der Spek, fractievoorzitter
- Andrée van Es
- Wilbert Willems

### CPN(3 zetels)
- Marcus Bakker, fractievoorzitter
- Ina Brouwer
- Joop Wolff

### SGP(3 zetels)
- Henk van Rossum, fractievoorzitter
- Cor van Dis jr.
- Bas van der Vlies

### PPR(3 zetels)
- Ria Beckers-de Bruijn, fractievoorzitter
- Peter Lankhorst
- Henk Waltmans

### RPF(2 zetels)
- Meindert Leerling, fractievoorzitter
- Aad Wagenaar

### GPV(1 zetel)
- Gert Schutte, fractievoorzitter

## Bijzonderheden
- Bonno Spieker (PvdA), Ko Kiers, Jan Nico Scholten, Jan Buikema, Ad Lansink, Hajé Schartman en Leo de Snaijer (allen CDA) namen hun verkiezing tot Tweede Kamerlid niet aan. Hun opvolgers Wilfried de Pree (PvdA), Kees van Dijk, Ben Hennekam, Hanske Evenhuis-van Essen, Ria Oomen-Ruijten, Gerrit van Dam en Jan van Noord (allen CDA) werden op 10 juni 1981 geïnstalleerd.

## Tussentijdse mutaties

### 1981
- 24 augustus: Dries van Agt nam ontslag als fractievoorzitter van het CDA. Hij werd op 11 september dat jaar in deze functie opgevolgd door Ruud Lubbers.
- 9 september: Pieter Beelaerts van Blokland (CDA) nam ontslag vanwege zijn benoeming tot burgemeester van Apeldoorn. Zijn opvolgster Virginie Korte-van Hemel werd dezelfde dag nog geïnstalleerd.
- 9 september: Til Gardeniers-Berendsen, Dries van Agt, Gerrit Braks, Gerrit Brokx, Jan de Koning en Job de Ruiter (allen CDA) namen ontslag  omdat ze het Tweede Kamerlidmaatschap drie maanden lang gecombineerd hadden met het mandaat van minister of staatssecretaris in het ontslagnemende kabinet-Van Agt I. Hun opvolgers waren Henk Couprie, Ad Lansink, Durk van der Mei, Mieke Andela-Baur, Fred Borgman en Hajé Schartman. Couprie, Lansink, Andela-Baur en Borgman werden dezelfde dag nog geïnstalleerd, Van der Mei en Schartman op 15 september.
- 10 september: Joop den Uyl nam ontslag als fractievoorzitter van de PvdA. Hij werd een dag later in deze functie opgevolgd door Wim Meijer.
- 11 september: Kees van Dijk, Gerard van Leijenhorst, Hans van den Broek, Piet van Zeil, Wim Deetman, Ad Hermes, Hans de Boer (allen CDA), Joop den Uyl, Ed van Thijn, Max van der Stoel, Jos van Kemenade, Marcel van Dam, Hans Kombrink, Bram Stemerdink, Jaap van der Doef (allen PvdA), Jan Terlouw en Ineke Lambers-Hacquebard (beiden D66) namen ontslag vanwege hun benoeming tot minister of staatssecretaris in het kabinet-Van Agt II. Hun opvolgers waren Joost van Iersel, Jan Nico Scholten, Gerrit Braks, Aat de Jonge, Gerrit Brokx, Gerard van Muiden, Jan Nijland (allen CDA), Bonno Spieker, Jeltje van Nieuwenhoven, Henk Veldhoen, Eveline Herfkens, Elske ter Veld, Piet de Visser, Dick de Cloe, Bert Broekhuis (allen PvdA), Wil Wilbers en Herman Schaper (D66). De meesten werden op 15 september 1981 geïnstalleerd, Van Iersel een dag later. Jan Terlouw werd als fractievoorzitter van D66 op 11 september dat jaar opgevolgd door Laurens Jan Brinkhorst.
- 14 september: Jan van Houwelingen (CDA) nam ontslag vanwege zijn benoeming tot staatssecretaris in het kabinet-Van Agt II. Zijn opvolger Jan Buikema werd op 16 september dat jaar geïnstalleerd.

### 1982
- 1 februari: Joop Wolff (CPN) vertrok uit de Tweede Kamer. Zijn opvolger Gijs Schreuders werd op 2 februari dat jaar geïnstalleerd.
- 1 april: Joep Mommersteeg (CDA) nam ontslag vanwege zijn benoeming tot lid van het Europees Parlement. Zijn opvolger Vincent van der Burg werd op 1 september dat jaar geïnstalleerd.
- 20 april: Hans Wiegel nam ontslag als fractievoorzitter van de VVD. Hij werd dezelfde dag nog opgevolgd door Ed Nijpels.
- 1 mei: Hans Wiegel (VVD) nam ontslag vanwege zijn benoeming tot Commissaris van de Koningin in Friesland. Zijn opvolgster Len Rempt-Halmmans de Jongh werd op 11 mei dat jaar geïnstalleerd.
- 29 mei: Louw de Graaf (CDA) en Erwin Nypels (D66) namen ontslag vanwege hun benoeming tot minister in het kabinet-Van Agt III. Hun opvolgers Frouwkje Laning-Boersema (CDA) en Corry Moolhuysen-Fase (D66) werden op 8 juni dat jaar geïnstalleerd.

1815-1818 ·
1818-1821 ·
1821-1824 ·
1824-1827 ·
1827-1830 ·
1830-1833 ·
1833-1836 ·
1836-1839 ·
1839-1842 ·
1842-1845 ·
1845-1848 ·
1848-1849 ·
1849-1850 ·
1850-1852 ·
1852-1853 ·
1853-1854 ·
1854-1856 ·
1856-1858 ·
1858-1860 ·
1860-1862 ·
1862-1864 ·
1864-1866 ·
1866 (sep) ·
1866-1868 ·
1868-1869 ·
1869-1871 ·
1871-1873 ·
1873-1875 ·
1875-1877 ·
1877-1879 ·
1879-1881 ·
1881-1883 ·
1883-1884 ·
1884-1886 ·
1886-1887 ·
1887-1888 ·
1888-1891 ·
1891-1894 ·
1894-1897 ·
1897-1901 ·
1901-1905 ·
1905-1909 ·
1909-1913 ·
1913-1917 ·
1917-1918 ·
1918-1922 ·
1922-1925 ·
1925-1929 ·
1929-1933 ·
1933-1937 ·
1937-1946 ·
1946-1948 ·
1948-1952 ·
1952-1956 ·
1956-1959 ·
1959-1963 ·
1963-1967 ·
1967-1971 ·
1971-1972 ·
1972-1977 ·
1977-1981 ·
1981-1982 ·
1982-1986 ·
1986-1989 ·
1989-1994 ·
1994-1998 ·
1998-2002 ·
2002-2003 ·
2003-2006 ·
2006-2010 ·
2010-2012 ·
2012-2017 ·
2017-2021 ·
2021-2023 ·
2023-heden
Overzicht historische zetelverdeling